# 山口菜津子
山口 菜津子（やまぐち なつこ、1989年3月25日 - ）は、高知県高知市出身の元女子競輪選手。日本競輪学校（当時。以下、競輪学校）第102期生。現役時代は日本競輪選手会高知支部所属、ホームバンクは高知競輪場。師匠は野本博俊（56期）。

## 来歴
高知県立高知海洋高等学校を経て会社員となったが、弟が自転車競技を行っていた影響や、2012年に女子競輪（ガールズケイリン）が復活する話を受け、野本に師事。2011年2月、競輪学校第102回（女子第1期）技能試験に合格。在校競走成績は第21位（2勝）。
2012年7月1日、平塚競輪場でデビューし5着。初勝利は2013年8月6日の弥彦競輪場で挙げた。左記の通り、初勝利を挙げるのにデビュー後1年以上を要しているが、2着、3着の回数が多いため、決勝進出歴が多かった。
2019年12月24日、選手登録消除。通算戦績565戦9勝。
引退後の現在は、高知競輪提供のネット番組に出演者として登場している。